# Phyllophaga rossi
Phyllophaga rossi är en skalbaggsart som beskrevs av Saylor 1939. Phyllophaga rossi ingår i släktet Phyllophaga och familjen Melolonthidae. Inga underarter finns listade i Catalogue of Life.